# Dryobius sexnotatus
Dryobius sexnotatus là một loài bọ cánh cứng trong họ Cerambycidae.